# Bellevalia heweri
Bellevalia heweri là một loài thực vật có hoa trong họ Măng tây. Loài này được Wendelbo mô tả khoa học đầu tiên năm 1990.